# Christiaan Barnard

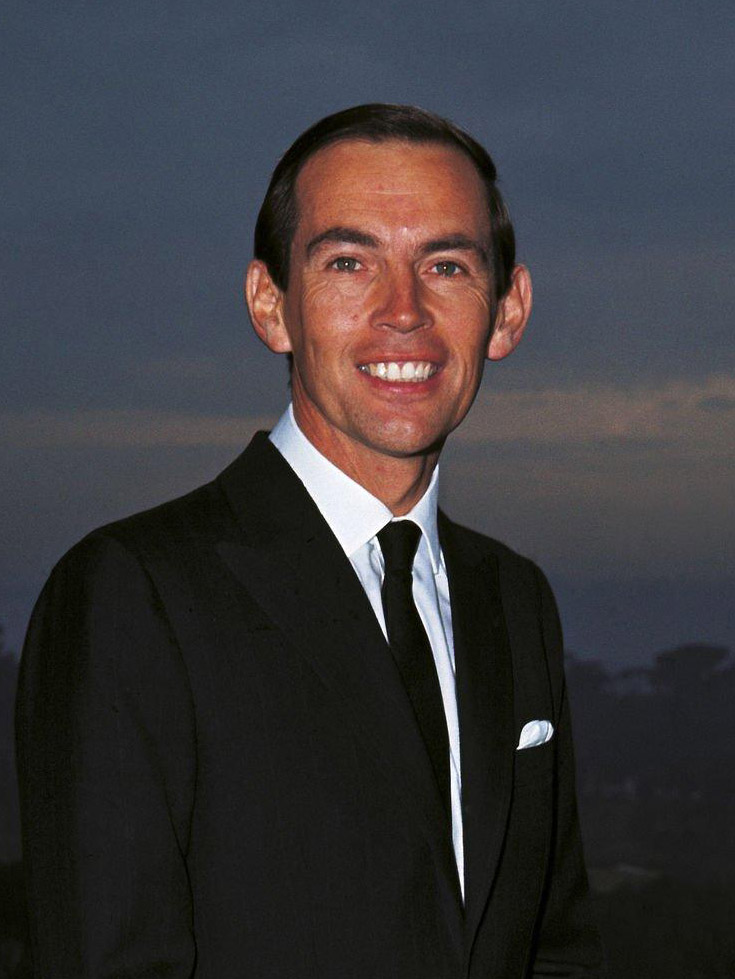
Christiaan Barnard in 1968

Christiaan Neethling Barnard (Beaufort-Wes, Zuid-Afrika; 8 november 1922 – Paphos, Cyprus; 2 september 2001) was een Zuid-Afrikaans hartchirurg. Hij verrichtte de eerste geslaagde harttransplantatie van mens op mens.

## Levensloop
Barnard werd als zoon van een Nederduits hervormd predikant geboren. Een van zijn broers overleed op jonge leeftijd aan een hartafwijking. Christiaan studeerde geneeskunde in Kaapstad en werd aanvankelijk huisarts. In 1956 begon hij echter aan zijn specialisatie tot chirurg in Minnesota. Vervolgens keerde hij in 1958 terug naar Zuid-Afrika om er de hartchirurgie te ontwikkelen. Hij werd wereldberoemd toen hij op 3 december 1967 in het Groote Schuur-Hospitaal in Kaapstad als eerste een geslaagde harttransplantatie van mens op mens uitvoerde. De 55-jarige Louis Washkansky kreeg op 3 december 1967 het hart van de bij een auto-ongeluk om het leven gekomen Denise Darvall. Achttien dagen na de operatie overleed hij aan een longontsteking. Een tweede harttransplantatie, een maand later door hetzelfde team, had meer succes: bij de 50-jarige tandarts Philip Blaiberg werd het hart van Clive Haupt ingeplant, een jonge man die overleden was aan een hersenbloeding. Blaiberg bleef nog 19 maanden na de operatie leven, maar overleed uiteindelijk wel aan de gevolgen van een chronisch afstotingsproces. 

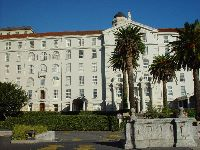
Groote Schuur-Hospitaal

In het jaar 1968 werden wereldwijd meer dan 100 harttransplantaties uitgevoerd. Daarna stond het aantal transplantaties door de korte gemiddelde overlevingstijd een tijdlang op een laag pitje, tot door betere medicijnen het afstotingsprobleem beter kon worden beheerst.
Barnard bleef tot 1983 chirurg aan het Groote Schuur-Hospitaal in Kaapstad, alwaar hij ook directeur werd van de faculteit Geneeskunde van de Universiteit van Kaapstad. Hij kreeg last van reuma in zijn handen waardoor hij niet meer in staat was te opereren. Daarna stichtte hij een kliniek op het Griekse eiland Kos.
In 1969 verscheen zijn autobiografie One Life. Met de auteur Siegfried Stander schreef hij The Unwanted (1974) en In the Night Season (1977). The Donor (1996) is een thriller over de gevaren van genetische manipulatie.

## Trivia
Het personage uit Dokter Bernhard van Bonnie St. Claire is een verwijzing naar hem. 
- Bibsys: 90352619
- Biblioteca Nacional de Chile: 000200653
- Biblioteca Nacional de España: XX1721345
- Bibliothèque nationale de France: cb118902619 (data)
- Catàleg d'autoritats de noms i títols de Catalunya: 981058510151206706
- CiNii: DA02198973
- Gemeinsame Normdatei: 118652567
- International Standard Name Identifier: 0000 0001 2096 0939
- Library of Congress Control Number: n79090011
- Nationale Bibliotheek van Letland: 000078650
- MusicBrainz: 9f603248-b6fa-4134-9418-a69a96ba9960
- Bibliotheek van het Japanse parlement: 00955277
- Nationale Bibliotheek van Tsjechië: jn19990000455
- Nationale bibliotheek van Australië: 36238826
- Nationale Bibliotheek van Israël: 987007594239105171
- Nationale Bibliotheek van Polen: a0000001251373
- Nationale en Universitaire bibliotheek Zagreb: 000055955
- Nederlandse Thesaurus van Auteursnamen: 068561466
- Istituto Centrale per il Catalogo Unico: CFIV051126
- LIBRIS: 176809
- SNAC: w6x64269
- Système universitaire de documentation: 032486405
- Trove: 1234906
- Virtual International Authority File: 49424647
- WorldCat: E39PBJcwxQBV7yq4mWdQB7qqQq